# Glattfelder Gyula
Móri Glattfelder Gyula Sándor (Budapest, 1874. március 18. – Budapest, 1943. augusztus 30.) 1911-től csanádi püspök, 1942-től haláláig kinevezett kalocsai érsek.

## Pályafutása
A nemesi származású móri Glattfelder család sarjaként született. Édesapja móri Glattfelder Jakab (1843–1912) budapesti kocsigyáros, édesanyja Kovács Hermin. Apja 1911. május 12-én nemességet és nemesi előnevet szerzett, valamint címer adományozásban részesült I. Ferenc József magyar királytól, feleségével és gyermekeivel együtt.
1896. október 15-én szentelték pappá. Hitoktató lett és a Központi Papnevelő Intézet tanulmányi felügyelője, majd katolikus egyetemisták Szent Imre-kollégiumának alapítója és első igazgatója, 1900-ban. 1901-től 1906-ig szerkesztette az Örökimádás című folyóiratot. Doktorálása után, 1909-től a hitszónoklat tanára lett a Pázmány Péter Tudományegyetemen. 

### Püspöki pályafutása
A pápa 1911. március 18-án a Csanádi egyházmegye püspökévé nevezte ki. Május 14-én püspökké szentelték, majd megkezdte ebbéli tevékenységét a Csanádi egyházmegye székhelyén, Temesvárott. Jelmondata a Iustum Amore (Igazságot, szeretettel!) lett.
Jó szervezőképesség jellemezte; püspöksége kezdetén egyházmegyei szemináriumot és papnevelő intézetet létesített Temesváron. Erre nagy szükség is volt, hiszen 250 plébánia és 1050 filia tartozott hozzá. Az első világháborút lezáró trianoni békeszerződés után egyházmegyéje három részre szakadt. Glattfelder a székhelyén maradt és fellépett az ottani magyarság és a katolikus egyház érdekében. Tevékenysége miatt  a román hatóságok nemkívánatos személynek nyilvánították. 1923-ban el kellett hagynia Romániát és Szegedre tette át székhelyét. A római pápa is kénytelen volt az államhatároknak megfelelően az egyházmegyei határokat is megváltoztatni. A csanádi püspökség igen kicsinyre zsugorodott:  250 plébániából 47 maradt, az 1050 filiából 32. A későbbiekben, 1950-től Szeged-Csanádi egyházmegye név alatt működik a püspökség Szeged központtal mind a mai napig.
Glattfelder Gyula Szegeden nehéz feladatok elé nézett: az új egyházmegyei központban nem volt papnevelde, székesegyház, sem püspöki palota. Klebelsberg Kuno kultuszminiszter segítségével 1930-ra felépült a Fogadalmi templom, amely egyben a püspökség székesegyháza lett. 1932-re a Fogadalmi templom körül, a Dóm téren megépültek az új egyetemi épületek a Kolozsvárról elűzött Magyar Királyi Ferenc József Tudományegyetem számára; ezen épületekben jutott hely a püspöki palotának, a Szent Imre-kollégiumnak és a papneveldének, mely utóbbi irányítását a jezsuitákra bízta. Mind a püspöki karban, mind az országos közéletben nagy tekintélynek örvendett, szentbeszédeiért lelkesedtek a hívők. 1942-ben püspöksége területén a Trianon után megmaradt plébániák száma 47-ről 51-re emelkedett. Támogatta a Kerkai Jenő által elindított KALOT parasztifjúsági szerveződést is.

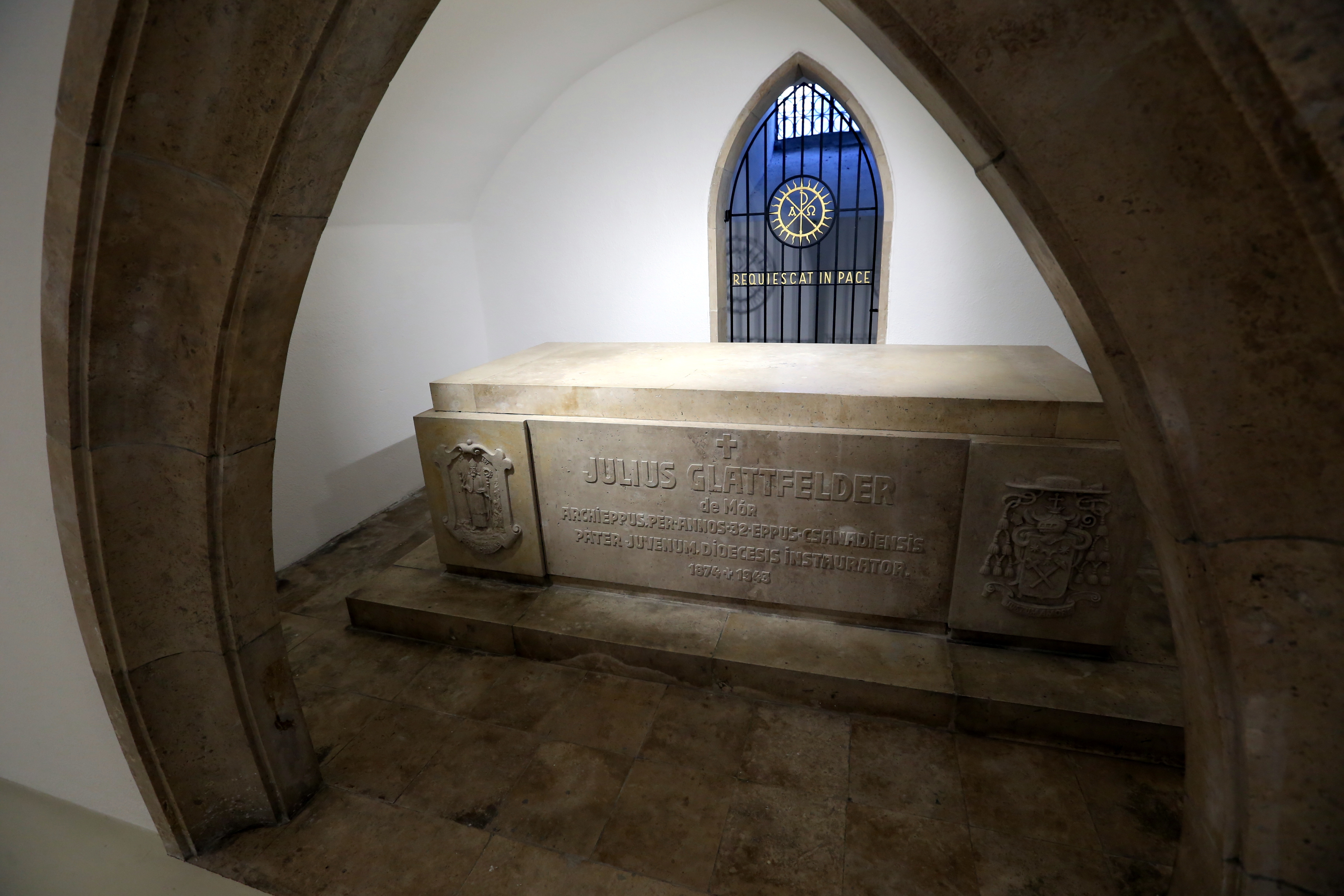
Sírja a szegedi dóm altemplomában

Tehetségét, szervezőkészségét nagyra értékelték. A katolikus nagygyűlések rendszeres szónokai közé tartozott.  1932-ben az Actio Catholica ügyvezető elnöke lett. 1943-ban megkapta a kalocsai érseki kinevezést is, de azt betegsége miatt már nem tudta vállalni, pár hónap múltán, augusztus 30-án Budapesten meghalt. A szegedi fogadalmi templom altemplomában nyugszik.

## Művei
- A plébánosok jogai és kötelességei a plébániai javadalom és jövedelem körül (1897)
- XIII. Leó és a pápaság világtörténelmi hivatása (1900)
- A korszellem és a katolicizmus (1901)
- A gazdasági világválság lelki okai (1931)[8]
- Ordo divini officii recitandi sacrique peragendi juxta kalendarium romano-csanádiense. Pro usu dioecesis csanádiensis jussu et auctoritate excellentissimi ac reverendissimi domini moini Julii Glattfelder de Mór. Pro anno domini 1935.[9]
- Vezérkönyv agrárifjúsági vezetők számára (1937)[10]
- Glattfelder Gyula szózata az ország papságához (1938)[11]
- Szentek és hősök (1938)[12]
- Ordo divini officii recitandi sacrique peragendi juxta kalendarium Romano-Csanádiense. Pro usu dioecesis Csanádiensis jussu et auctoritate … Julii Glattfelder de Mór. Pro anno domini 1939[13]
- A hősök árvái. Népiratkák 315. Szent István Társulat Budapest, 1916

## Emléke
Szegeden teret neveztek el róla a millenniumi év ünnepségsorozata keretében, 2001-ben.